# Мононгейлия
Мононгейлия (англ. Monongalia County) — один из 55 округов штата Западная Виргиния в США.

## Описание
Округ расположен в северной части штата, с запада, юга и востока граничит с другими округами штата, с севера — с Пенсильванией. Назван в честь реки Мононгахила, протекающей на территории округа. Столица — Моргантаун. Открытые водные пространства составляют 13 км² (1,3 % от общей площади округа в 948 км²).

### Соседние округа
- Фейетт (Пенсильвания) — северо-восток
- Грин (Пенсильвания) — север
- Марион (Западная Виргиния) — юг
- Престон (Западная Виргиния) — восток
- Тейлор (Западная Виргиния) — юго-восток
- Уэтзел (Западная Виргиния) — запад

## История
Округ был образован в октябре 1776 года (одновременно с созданием Соединённых Штатов Америки) после разделения Уэст-Огасты (англ. District of West Augusta) на три части. В то время размер округа был намного больше нынешнего: он охватывал около трети территории штата Западная Виргиния и часть штата Пенсильвания. Уже к 1784 году процесс дробления был почти завершён и с тех пор границы округа практически не изменились.
В 1804 году в округе вышли первые периодические издания: Monongalia Gazette и Morgantown Advertiser.

## Транспорт
Через округ проходят следующие крупные автодороги:
- автомагистраль I-68
- автомагистраль I-79
- федеральная трасса U.S. Route 19
- федеральная трасса U.S. Route 119
- трасса West Virginia Route 7
- трасса West Virginia Route 43
- трасса West Virginia Route 705

## Население
По данным переписи населения 2000 года в округе проживает 81 866 жителей в составе 33 446 домашних хозяйств и 18 495 семей. Плотность населения составляет 88 человек на км². На территории округа насчитывается 36 695 жилых строений, при плотности застройки 39 строений на км².
В составе 24,20 % из общего числа домашних хозяйств проживают дети в возрасте до 18 лет, 43,80 % домашних хозяйств представляют собой супружеские пары проживающие вместе, 8,30 % домашних хозяйств представляют собой одиноких женщин без супруга, 44,70 % домашних хозяйств не имеют отношения к семьям, 31,30 % домашних хозяйств состоят из одного человека, 8,40 % домашних хозяйств состоят из престарелых (65 лет и старше), проживающих в одиночестве. Средний размер домашнего хозяйства составляет 2,28 человека, и средний размер семьи 2,91 человека.
Возрастной состав округа: 18,20 % моложе 18 лет, 23,40 % от 18 до 24, 27,70 % от 25 до 44, 20,00 % от 45 до 64 и 10,70 % от 65 и старше. Средний возраст жителя округа 30 лет. На каждые 100 женщин приходится 101,80 мужчин. На каждые 100 женщин старше 18 лет приходится 101,20 мужчин.
Средний доход на домохозяйство в округе составлял 28 625 USD, на семью — 43 628 USD. Среднестатистический заработок мужчины был 33 113 USD против 23 828 USD для женщины. Доход на душу населения составлял 17 106 USD. Около 11,30 % семей и 22,80 % общего населения находились ниже черты бедности, в том числе — 17,90 % молодежи (тех кому ещё не исполнилось 18 лет) и 8,00 % тех кому было уже больше 65 лет.
По оценке 2018 года в округе проживали 106 420 человек.

### Расовый состав
- Белые — 92,2 %
- Афроамериканцы — 3,4 %
- Азиаты — 2,5 %
- Коренные американцы — 0,2 %
- Гавайцы или уроженцы Океании — 0,0 %
- Две и более расы — 1,4 %
- Прочие — 0,3 %
- Латиноамериканцы (любой расы) — 1,0 %

## Достопримечательности
- Заповедник Snake Hill Wildlife Management Area (частично)